# Pleurocalyptus pancheri
Pleurocalyptus pancheri är en myrtenväxtart som först beskrevs av Adolphe-Théodore Brongniart och Jean Antoine Arthur Gris, och fick sitt nu gällande namn av J.W.Dawson. Pleurocalyptus pancheri ingår i släktet Pleurocalyptus och familjen myrtenväxter. Inga underarter finns listade i Catalogue of Life.